# Prise d'otages à l'ambassade d'Allemagne de l'Ouest à Stockholm

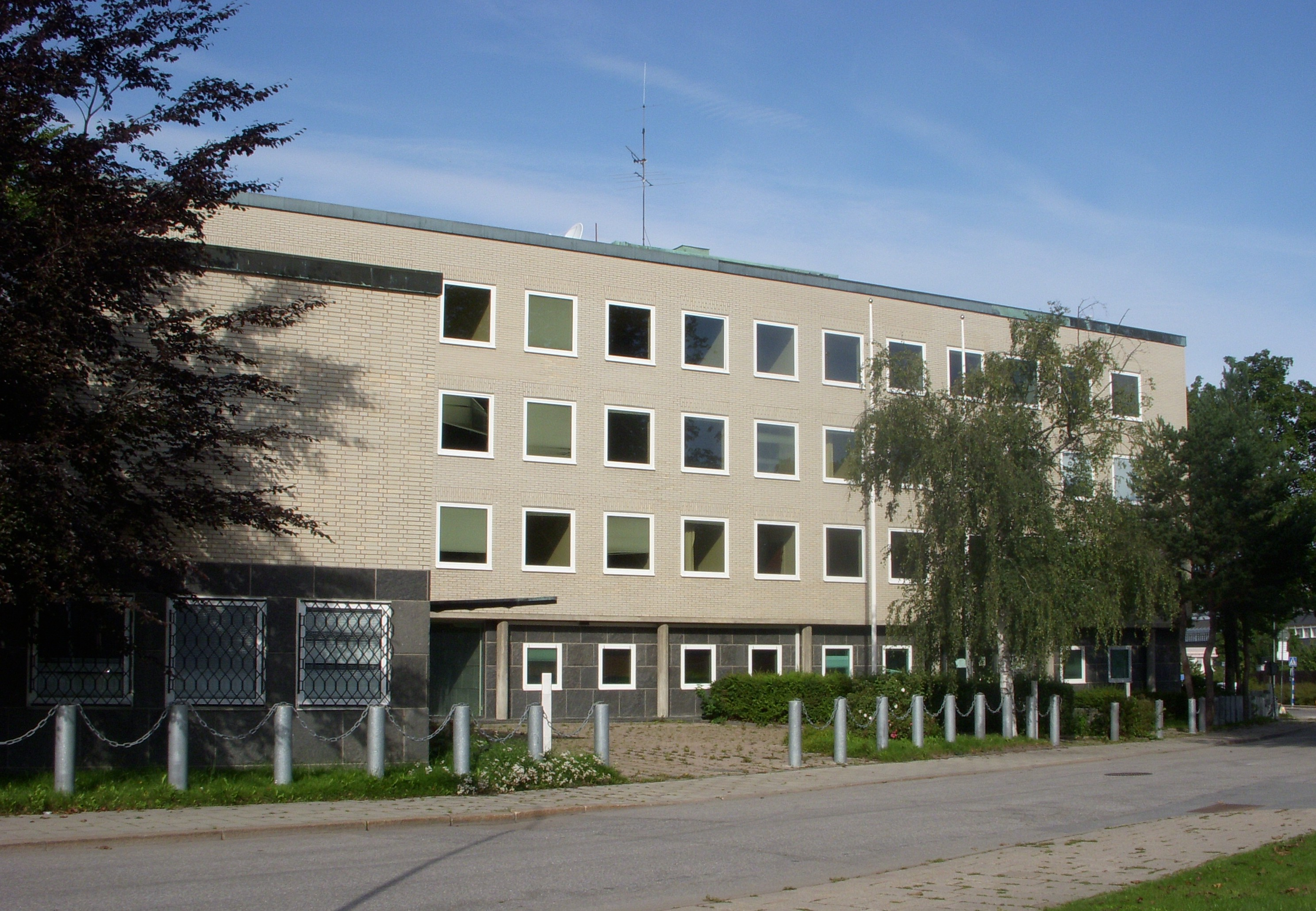
L'ambassade d'Allemagne à Stockholm en 2008.

C'est le 24 avril 1975 qu'a lieu une prise d'otages à l'ambassade d'Allemagne de l'Ouest à Stockholm en Suède. Un commando de la fraction armée rouge, mouvement terroriste d'extrême-gauche originaire d'Allemagne de l'Ouest, pénètre dans les locaux avant d'en prendre le contrôle. 
Douze heures plus tard, une explosion vraisemblablement accidentelle met fin à la prise d'otages. Le bilan est de quatre morts : deux otages et deux terroristes. Les membres survivants du commando sont arrêtés par la police suédoise et extradés rapidement vers l'Allemagne de l'Ouest, où ils sont condamnés à de lourdes peines.

## Déroulement
Les événements commencent à midi le jeudi 24 avril 1975, lorsque le commando Holger Meins de la fraction armée rouge investit l'ambassade d'Allemagne de l'Ouest située rue Skarpögatan dans le quartier de Gärdet à Stockholm. Les membres du commando, Hanna Krabbe, Karl-Heinz Dellwo, Lutz Taufer, Bernhard Rössner, Ulrich Wessel et Siegfried Hausner prennent le personnel de l'ambassade en otage, un total de douze personnes parmi lesquelles figure l'ambassadeur Dietrich Stoecker.
L'ambassade est bientôt encerclée par la police suédoise, et des négociations sont entamées. Les terroristes exigent la libération de 26 membres de la fraction armée rouge emprisonnés en Allemagne, en particulier Andreas Baader, Ulrike Meinhof, Gudrun Ensslin et Jan-Carl Raspe. Une connexion téléphonique directe avec l'ambassadeur de Suède à Bonn, Sven Backlund, est aussi exigée.
Le chancelier allemand Helmut Schmidt affirme au Premier ministre suédois Olof Palme qu'il n'est pas question de céder au chantage. Pour montrer sa détermination, Dellwo n'hésite pas à abattre deux des otages, l'attaché militaire Andreas von Mirbach et l'attaché au commerce Heinz Hillegaart, et menace de tuer un otage toutes les heures tant qu'il n'aura pas obtenu satisfaction. D'après les membres du commando, les négociations prennent un tour favorable. Mais à 23 h 47, une charge de TNT explose à l'intérieur de l'ambassade, de façon vraisemblablement accidentelle, mettant fin à la prise d'otages. Bien que blessés, les membres du commando tentent de fuir le bâtiment et sont immédiatement arrêtés par la police suédoise. Seul Wessel, qui est retrouvé mourant dans un couloir, manque à l'appel.

## Enquête
Sur les lieux, sont retrouvées deux grenades à fragments, non explosées, provenant d'un stock de 75 M26 (grenade) volées par les Revolutionäre Zellen entre le 15 janvier et le 26 juin 1972 à Miesau, dans une base aérienne américaine. Le stock, traçable grâce aux numéros de série, sera aussi utilisé dans d'autres attentats des RZ, à La Haye et au drugstore Publicis de Paris puis à Vienne contre l'OPEP,. Une partie de ces grenades sont découvertes le 26 juin 1972 au domicile d'un certain Hannes K, qui reconnait avoir eu des contacts avec des "organisations palestiniennes " mais aussi des membres de la Fraction Armée Rouge, mais qu'après son démantèlement, une autre a pris sa suite, les RZ. D'autres grenades M26 provenant du même vol avaient déjà servi dans un vol avec arme commis en août 1973 dans une banque de Hambourg, attribué aux RZ, d'autre étant même retrouvées en février 1974 lors de perquisitions chez des membres des RZ, puis en 1978 dans une cache d'armes attribuée à cette même organisation.
Dans la poche du manteau de l'un des agresseurs, les enquêteurs ont trouvé la clé d'une voiture de location louée cinq jours avant par un "Jürgen Schulz", sur présentation d'une fausse carte d'identité fédérale, un des papiers d'identité volés par Ulrike Meinhof et Karl-Heinz Ruhland en 1971 au bureau du maire de la ville hessoise de Lang-Göns. Un autre de ces papiers d'identité sera retrouvé par la police française, deux mois plus tard, le 27 juin 1975 dans l'appartement parisien où a eu lieu la Fusillade de la rue Toullier au cours de laquelle "Carlos" venait d'abattre l'agent palestinien Moukarbal et deux agents de la DST, accompagnés des grenades du même stock.
La voiture louée avait parcouru 2 000 kilomètres dans les cinq jours qui ont suivi la location, distance permettant de rallier la frontière germano-danoise, où du 16 au 18 avril 1975, se trouvait une autre voiture - apparemment abandonnée - louée par un certain "Detlev Schulz" à Düsseldorf et dans laquelle deux autres manteaux de popeline ont été découverts, avec des similitudes de style et de couleur avec celui de Francfort.

## Conclusion
La prise d'otages aura couté la vie à quatre personnes : l'attaché militaire von Mirbach, l'attaché au commerce Hillegaart, et deux membres du commando : Wessel et Hausner, qui succombe à ses blessures une dizaine de jours plus tard. Peu après l'explosion dans l'ambassade, Wessel est retrouvé inconscient au deuxième étage, grièvement blessé à la tête. Il est transporté à l'hôpital Sud, où il décède à 01 h 30 du matin. Grièvement brûlé, Hausner est quant à lui conduit à l'hôpital Karolinska. Extradé vers l'Allemagne, il décède le 5 juin.
Le gouvernement suédois décide, en conformité avec la législation anti-terroriste, de l'extradition immédiate des cinq membres survivants du commando (Hausner est alors toujours en vie). On estime en effet que leur présence sur le sol suédois augmente le risque d'une nouvelle action terroriste.
Le Premier ministre suédois Olof Palme affirme plus tard que la prise d'otages a connu une issue favorable, ce qui constitue une victoire pour la démocratie. Il se refuse à critiquer publiquement l'intransigeance des autorités ouest-allemandes.
Les quatre membres survivants du commando sont condamnés en Allemagne à une double peine de prison à perpétuité. Cette peine est peu à peu aménagée, et ils sont finalement libérés entre 1994 et 1996.